# Cuxiú-de-nariz-branco
O cuxiú-de-nariz-branco (nome científico: Chiropotes albinasus) é um macaco da família dos pitecídeos, endêmico da região sul da Amazônia brasileira, entre a margem esquerda do rio Xingu e a margem direita do rio Madeira. Tais animais possuem uma pelagem negra brilhante e focinho vermelho. Também são conhecidos pelo nome de piroculu.